# Gemaal Bethunepolder
Het gemaal aan de Machinekade 19 bij het Nederlandse dorp Maarssen is een werk dat dient in de waterhuishouding van de Bethunepolder en de drinkwatervoorziening van Amsterdam.

## Geschiedenis
Het op orde krijgen en houden van de waterhuishouding van de Bethunepolder was mede door de lage ligging zeer problematisch tot de jaren 1930 met de komst van dit gemaal aan de rand van die polder.
In 1860 werd een stoomgemaal gebouwd. Door de bijzonder grote hoeveelheid kwelwater slaagde men er pas 20 jaar later in de polder enigszins droog te krijgen. Tot een goed winstgevende exploitatie kwam het niet omdat de grond te drassig bleef. Gaandeweg kreeg de polder vervolgens een functie in de drinkwatervoorziening van Amsterdam. De Gemeentewaterleidingen Amsterdam liet daarin naar ontwerp van de bouwkundig hoofdopzichter van de waterleidingen Ammerdoffer dit elektrische gemaal bouwen op de oude fundamenten van het stoomgemaal. De machinewerken in de vorm van (onder meer) pompen werden vervaardigd door onder andere de Machinefabriek Jaffa uit Utrecht. Zo'n 20 tot 25 miljoen m³ water pompte dit gemaal jaarlijks weg uit de 535 hectare tellende Bethunepolder die zo'n 3 meter onder NAP ligt. In 1971 is voor de bemaling een automatisch gemaal in dienst gekomen. Sindsdien fungeert het oude gemaal als stand-by. De gemalen voorzien in ongeveer een derde van het Amsterdamse drinkwater.
In 2003 werd het oude gemaal aangewezen als rijksmonument. In de directe omgeving van het gemaal aan de Machinekade 19 is ook rond de jaren 1930 een dubbele dienstwoning met vergaderzaal gebouwd. De vaart langs de Machinekade die uitmondt in de rivier de Vecht is ter hoogte van het gemaal tevens voorzien van twee spuimogelijkheden.

## Afbeeldingen

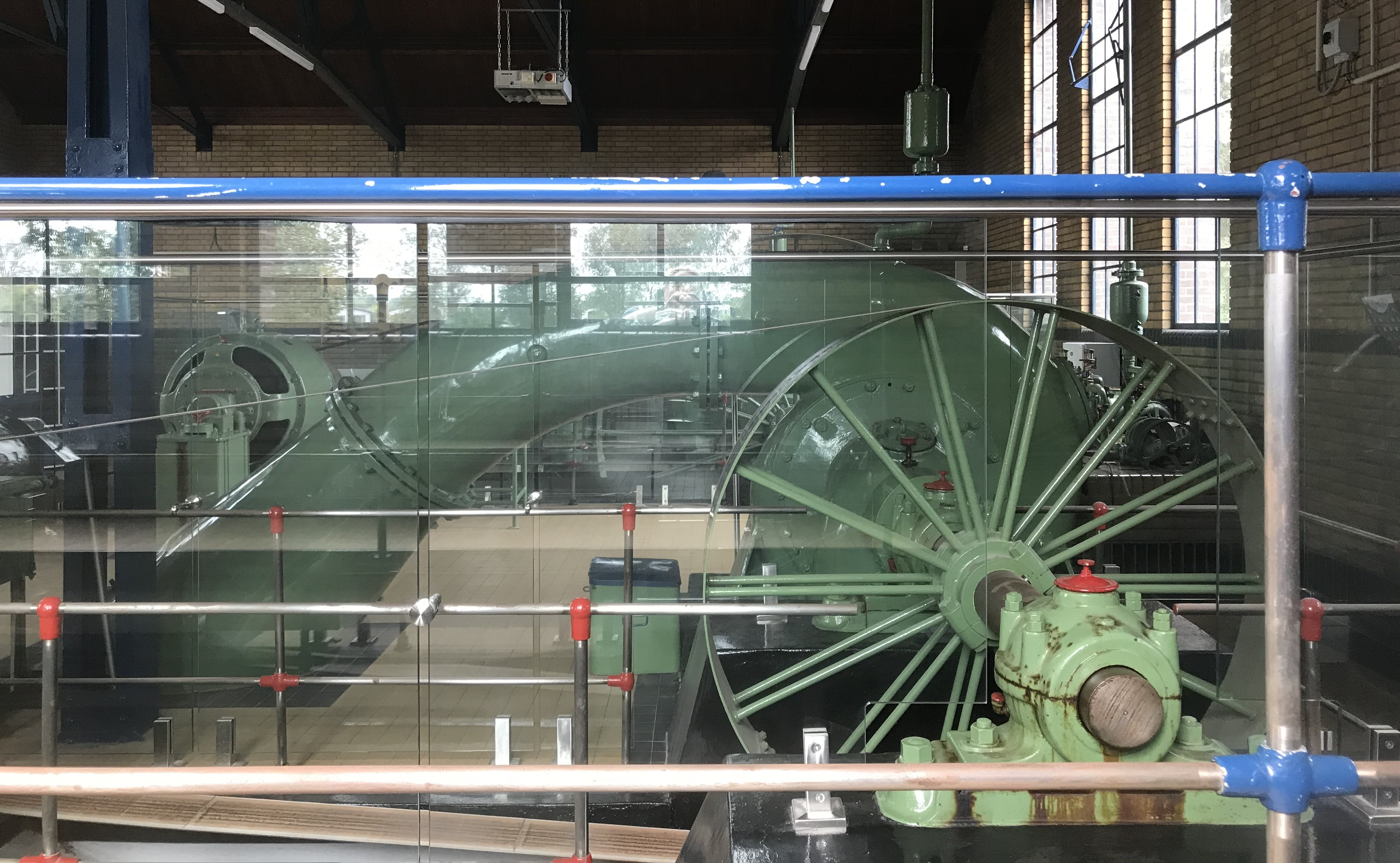
Deel van het interieur
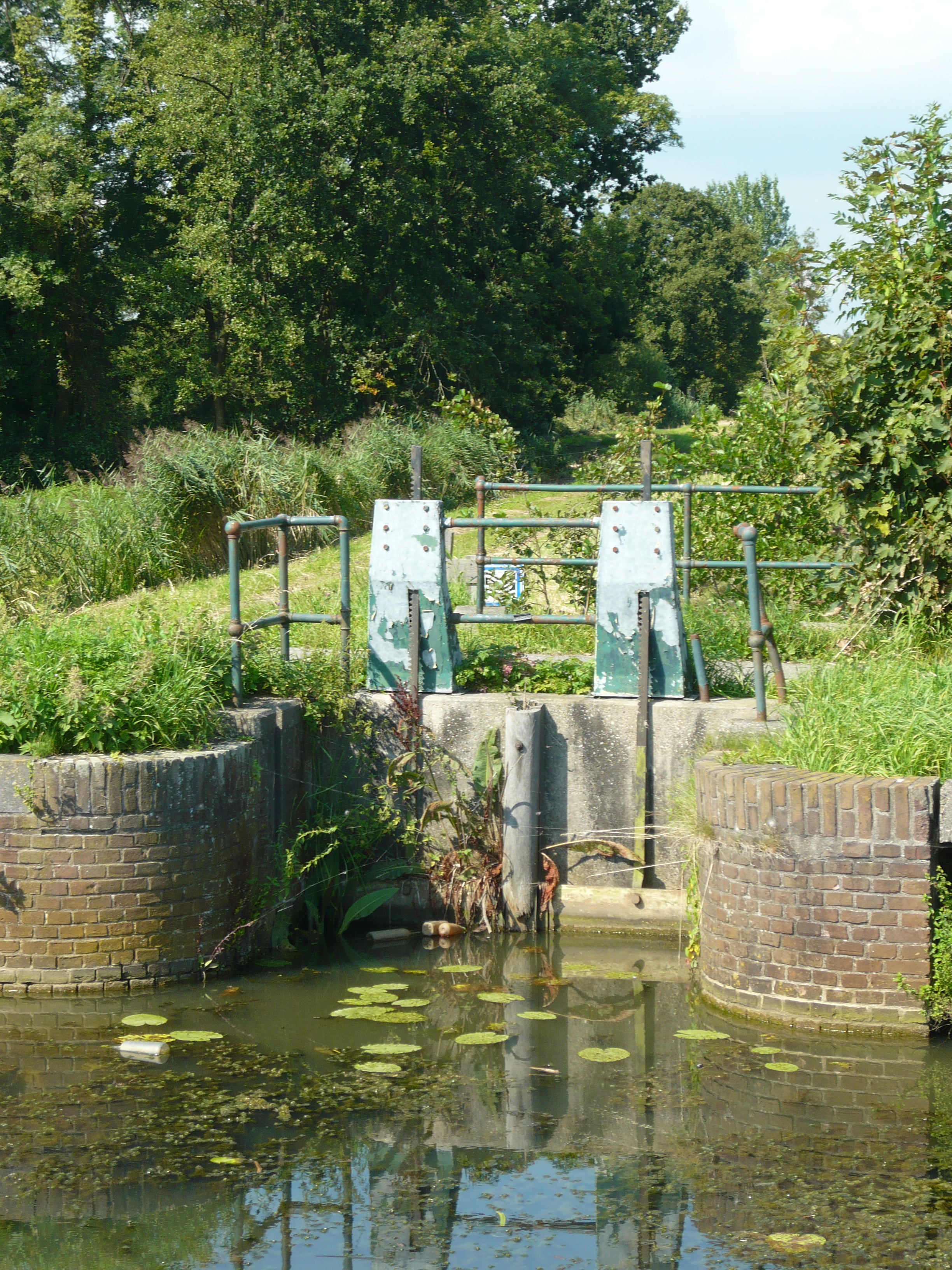
Spui bij het gemaal.
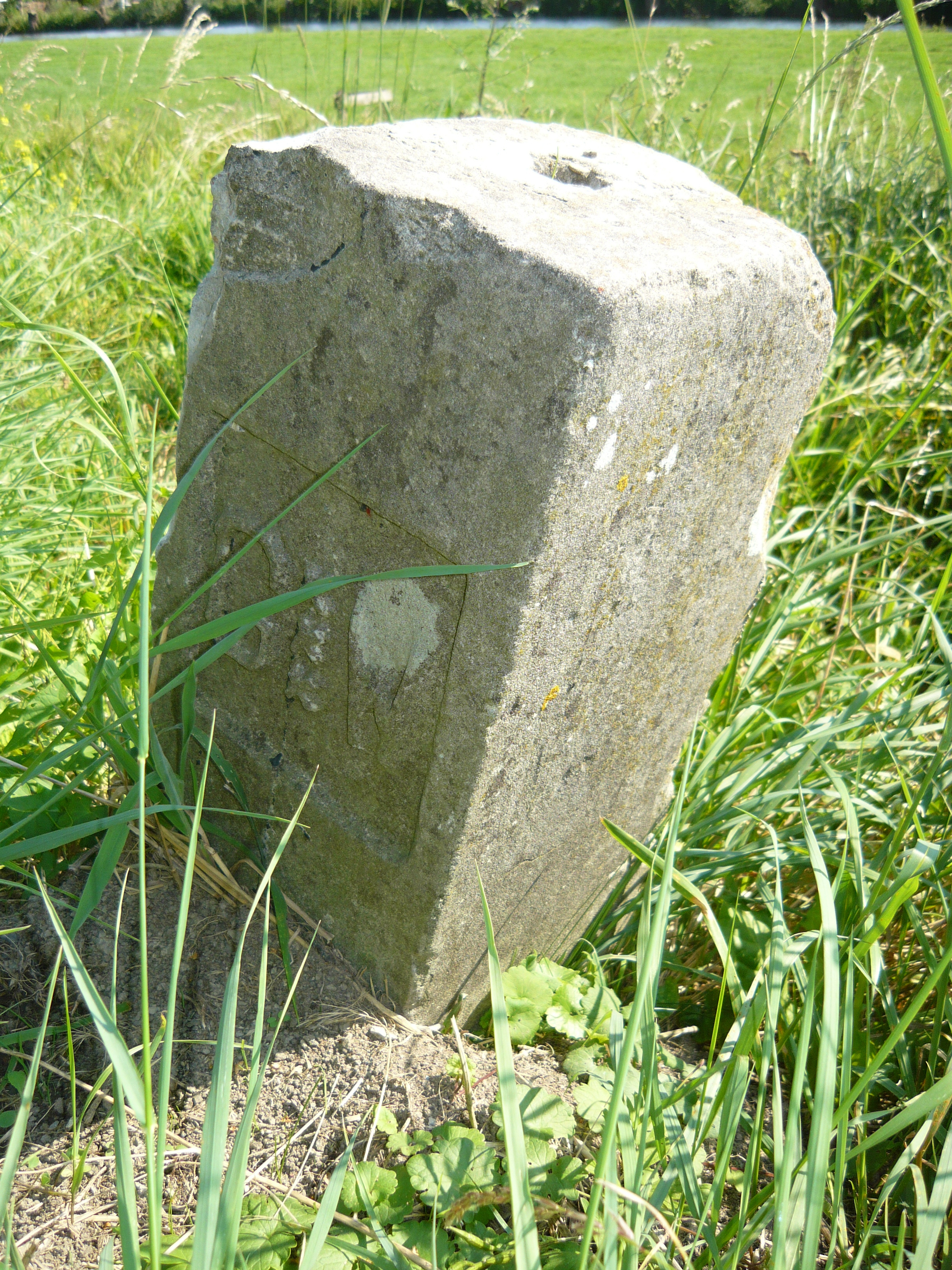
Paaltje van de Gemeentewaterleidingen Amsterdam
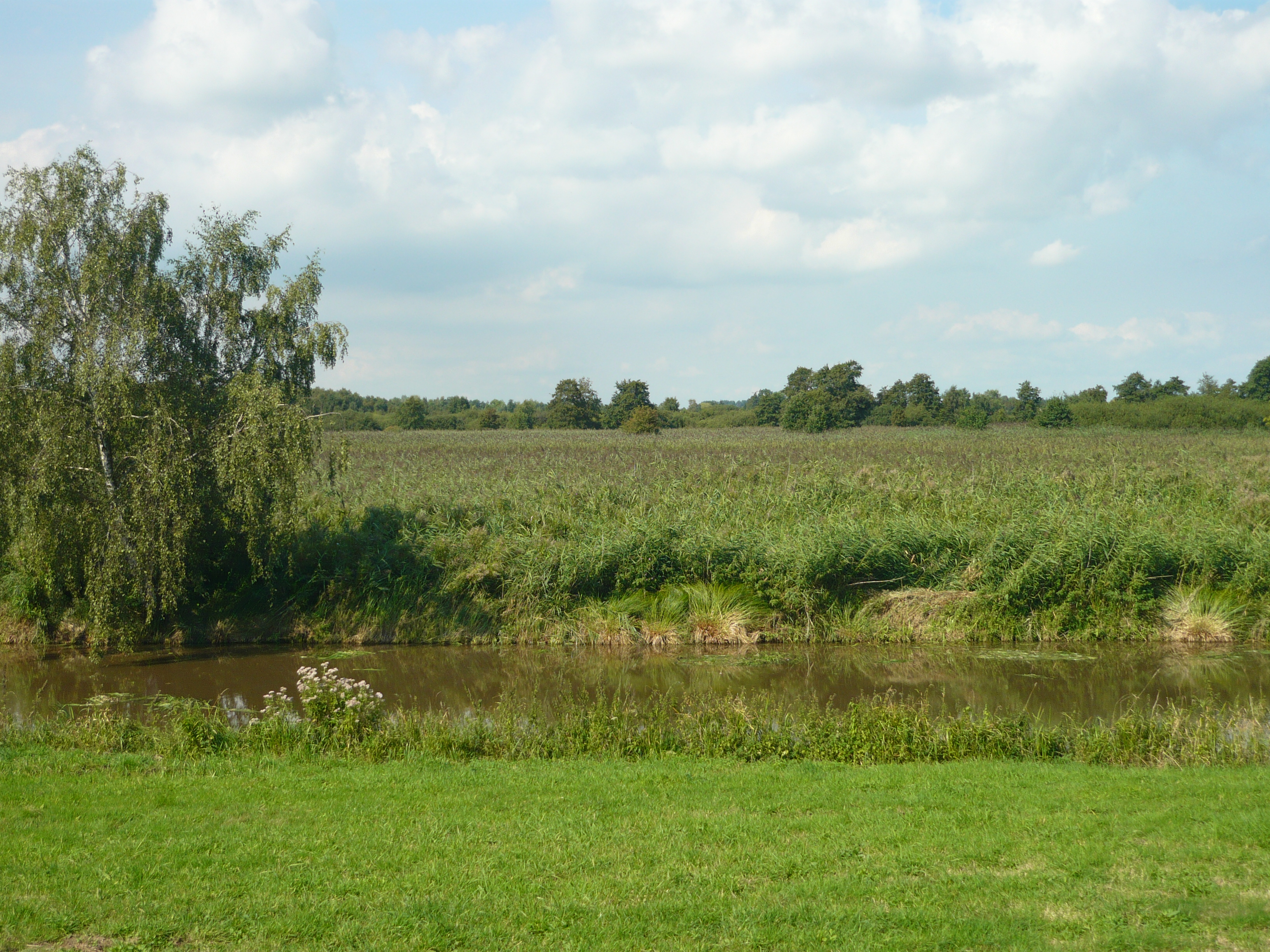
Bethunepolder gezien vanaf de dijk.